# Segunda etapa de São Paulo da Stock Car Brasil de 2011
A Segunda etapa de São Paulo foi a sétima corrida da temporada 2011 da Stock Car Brasil. O vencedor foi o paulista Tiago Camilo.

## Classificação
| Pos | Nº | Piloto             | Equipe                  | Voltas | Tempo/Aband.  | Grid | Pontos |
| --- | -- | ------------------ | ----------------------- | ------ | ------------- | ---- | ------ |
| 1   |    | Thiago Camilo      | RCM Motorsports         | 36     | 1h06min27s374 |      | 25     |
| 2   |    | Daniel Serra       | Red Bull Racing         |        | a 8s417       |      | 20     |
| 3   |    | Max Wilson         | Eurofarma RC            |        | a 13s447      |      | 16     |
| 4   |    | Nonô Figueiredo    | Esso Mobil Super Racing |        | a 13s623      |      | 14     |
| 5   |    | Átila Abreu        | AMG Motorsports         |        | a 20s824      |      | 12     |
| 6   |    | Xandinho Negrão    | Medley Fulltime         |        | a 23s571      |      | 10     |
| 7   |    | Popó Bueno         | A. Mattheis Motorsport  |        | a 25s442      |      | 9      |
| 8   |    | Ricardo Maurício   | Eurofarma RC            |        | a 28s317      |      | 8      |
| 9   |    | Julio Campos       | Crystal Racing          |        | a 29s225      |      | 7      |
| 10  |    | Antonio Pizzonia   | Scuderia 111            |        | a 30s002      |      | 6      |
| 11  |    | Marcos Gomes       | Medley Fulltime         |        | a 31s234      |      | 5      |
| 12  |    | David Muffato      | Boettger                |        | a 31s403      |      | 4      |
| 13  |    | Eduardo Leite      | Hot Car Competições     |        | a 31s617      |      | 3      |
| 14  |    | Allam Khodair      | Vogel                   |        | a 32s214      |      | 2      |
| 15  |    | Ricardo Zonta      | Crystal Racing          |        | a 32s970      |      | 1      |
| 16  |    | Ricardo Sperafico  | Amir Nasr               |        | a 33s294      |      |        |
| 17  |    | Rodrigo Sperafico  | JF Racing               |        | a 34s732      |      |        |
| 18  |    | Jacques Villeneuve | Mico’s                  |        | a 35s290      |      |        |
| 19  |    | Valdeno Brito      | Esso Mobil Super Racing |        | a 35s753      |      |        |
| 20  |    | Denis Navarro      | Bassani                 |        | a 38s173      |      |        |
| 21  |    | Alan Hellmeister   | Scuderia 111            |        | a 39s944      |      |        |